# HD 119086
HD 119086，又名BD-22 3645，SAO 181863、HR 5146，是一颗恒星，视星等为6.59，位于銀經317.55，銀緯38，其B1900.0坐标为赤經13h 35m 59.6s，赤緯-22° 38′ 38″。